# Жамбильський сільський округ (Байдібека район)
Жамби́льський сільський округ (каз. Жамбыл ауылдық округі, рос. Жамбыльский сельский округ) — адміністративна одиниця у складі району Байдібека Туркестанської області Казахстану. Адміністративний центр — село Жамбил.
Населення — 3038 осіб (2021; 3056 у 2009, 3346 у 1999, 4245 у 1989).
Станом на 1989 рік існувала Джамбульська сільська рада (села Джамбул, Жузумдік, Кизилжар, Ортакшил, Шибит, селище Таскешу).

## Склад
До складу округу входять такі населені пункти:
| Населений пункт | Колишні назви      | Населення, осіб (1989) | Населення, осіб (1999) | Населення, осіб (2009) | Населення, осіб (2021) |
| --------------- | ------------------ | ---------------------- | ---------------------- | ---------------------- | ---------------------- |
| Жамбил, село    | Джамбул            | 1896                   | 1647                   | 1444                   | 1533                   |
| --Дім чабана    | -                  | -                      | -                      | -                      | 6                      |
| Жузімдік, село  | Жузумдік           | 548                    | 533                    | 590                    | 509                    |
| --Дім чабана    | -                  | -                      | -                      | -                      | 7                      |
| Кизилжар, село  | -                  | 446                    | 165                    | 80                     | 45                     |
| --Дім чабана    | -                  | -                      | -                      | -                      | 5                      |
| Таскешу, селище | -                  | 85                     | -                      | -                      | -                      |
| Таскудик, село  | Ортакшил, Таскудук | 522                    | 480                    | 489                    | 474                    |
| --Дім чабана    | -                  | -                      | -                      | -                      | 8                      |
| Шибит, село     | -                  | 748                    | 521                    | 453                    | 447                    |
| --Дім чабана    | -                  | -                      | -                      | -                      | 4                      |